# Zofia Janczy
Zofia Janczy (ur. 1 maja 1905 w Brodach, zm. 25 września 1977 w Nowym Sączu) – nauczycielka i bibliotekarka szkolna, instruktorka ZHP, współzałożycielka konspiracyjnej drużyny ZHP „Mury”, więźniarka obozu koncentracyjnego dla kobiet w Ravensbrücku (nr obozowy 7303).

## Życiorys
Urodziła się 1 maja 1905 roku w Brodach (wówczas pod panowaniem rosyjskim). Jej rodzicami byli Wojciech Janczy oraz Ema z domu Kriške. Miała starszą siostrę, Kazimierę, która wyszła za mąż za Eugeniusza Pawłowskiego.
W Nowym Sączu ukończyła szkołę powszechną oraz Miejskie Seminarium Nauczycielskie.15 czerwca 1925 roku zdała egzamin dojrzałości, a od września rozpoczęła pracę w szkołach powszechnych, m.in. w Gorlicach, później jednak wróciła do Nowego Sącza. W 1931 roku ukończyła Państwowy Wyższy Kurs Nauczycielski w Krakowie. Pracując jako nauczycielka, uczyła języka polskiego oraz historii.
Od 1918 należała do harcerstwa, a od 1934 roku pełniła rolę hufcowej w II Hufcu kolejowym w Nowym Sączu. Posiadała tytuł harcmistrzyni Związku Harcerstwa Polskiego. Organizowała liczne obozy i kolonie harcerskie. Od wiosny 1939 roku była drużynową Drużyny Pogotowia Harcerek.

### II wojna światowa
Gdy wybuchła II wojna światowa, ewaukowała się wraz z matką na Węgry. Później trafiła do obozu dla polskich uchodźców w Losone, potem do obozu dla polskich uchodźców w Garanie. Brała tam udział w organizacji szkolnictwa podstawowego do czasu przeniesienia obozu do Tajo, gdzie dzieci mogły chodzić do istniejącej szkoły. Współpracowała także z polską komendą obozu przy przerzutach Polaków na Zachód: robiła zdjęcia do dokumentów, animowała czas oczekującym na podróż, organizując imprezy kulturalne. W ramach pracy szkolnej organizowała obchody świąt.
W lipcu 1940 roku wróciła do Nowego Sącza. Rozpoczęła pracę w szkole, w międzyczasie podejmując się wielu działań: pomagała przesiedleńcom, we współpracy z Radą Główną Opiekuńczą pomagała dożywiać dzieci, nawiązała współpracę z podziemiem i została łączniczką ZWZ Nowy Sącz. Posiadała radio i maszynę do pisania, które wówczas były przedmiotami zabronionymi. Dzięki nim mogła pełnić funkcję kurierki, wywiadowczyni i kolporterki wiadomości radiowych Od listopada 1940 do marca 1941 w jej mieszkaniu odbywały się odprawy szefów okręgów na trenie powiatu nowodąckiego, jednak Janczy nie widywała osób biorących udział w spotkaniach.
Działała pod pseudonimem „Mewa” oraz „Czarna Mewa”.
7 maja 1941 roku została aresztowana, następnie po śledztwie w Nowym Sączu została wysłana do więzienia w Tarnowie, gdzie przebywała m.in. z Józefą Kantor. 12 września 1941 roku została przeniesiona z Tarnowa do obozu koncentracyjnego dla kobiet w Ravensbrücku, gdzie otrzymała numer obozowy 7303.
W obozie Janczy, wraz z Józefą Kantor i Marią Rydarowska, zorganizowała Tajną Drużynę Harcerek Starszych „Mury”, w której została zastępową „Fundamentów”.
W niewoli spędziła 1453 dni.

### Po wojnie
W czerwcu 1945 roku ponownie wróciła do Nowego Sącza, gdzie mieszkała do końca życia. Jej ostatni adres przed śmiercią to ul. Żółkiewskiego 17/3.
Wróciła do pracy w szkole, a także w dalszym ciągu angażowała się w harcerstwo, pełniąc rolę instruktorki. Od 1963 roku pracowała w bibliotece Szkoły Podstawowej nr 7. Angażowała się w Komisję do spraw Młodzieży przy nowosądeckim Związku Bojowników o Wolność i Demokrację, w którym podczas spotkań dla młodzieży szkolnej opowiadała o wojnie i życiu w obozie.
Z powodu kalectwa prawej ręki miała problemy z pisaniem. Została uznana za inwalidę wojennego.
Zmarła 25 września 1977 roku podczas pobytu w szpitalu.
Pochowana została na cmentarzu komunalnym w Nowym Sączu przy ul. Rejtana w rodzinnym grobie (Sektor 11, Rząd 1, Nr grobu 6).

## Odznaczenia
- Złoty Krzyż Zasługi[4]
- Medal Zwycięstwa i Wolności 1945[4]
- Złota odznaka ZNP[4]
- Krzyż „Za Zasługi dla ZHP”[4]
- Zasłużony dla Miasta Nowy Sącz[4]